# José María Yanguas Sanz
José María Yanguas Sanz (Alberite, 26 de octubre de 1947) es un sacerdote y profesor católico español, obispo de Cuenca. Es autor de numerosas publicaciones, especialmente sobre cuestiones morales.

## Biografía

### Primeros años y formación
José María nació el 26 de octubre de 1947, en Alberite, provincia de La Rioja, España. 
Su vocación sacerdotal nació de sus dos hermanas (una de ellas, maestra), que despertaron en él aquel deseo.
Realizó los estudios eclesiásticos en el Seminario de Calahorra, donde los terminó en 1971.
En 1971, inició los estudios de Filosofía y Letras, y en 1974 los de Teología en la Facultad homónima, por la Universidad de Navarra; donde obtuvo en 1978 el doctorado en Teología y en 1991 el de Filosofía.

### Sacerdocio
Su ordenación sacerdotal fue el 19 de junio de 1971, en Logroño; para el servicio de la Iglesia en La Rioja.
Como sacerdote desempeñó los siguientes ministerios: 
- Colaborador en varias parroquias de Logroño (1971-1972):

- Capellán y profesor de Teología, para los estudiantes de las facultades civiles, en la Universidad de Navarra (1972-1978; 1980-1986).
- Secretario del Departamento de Teología para Universitarios (1976-1978).
- Capellán militar (1978-1980).[4]
- Profesor de Teología Dogmática (1976-1981).
- Profesor de Ética y de Teología Moral (1981-1989).
- Miembro del Comité de Dirección de la revista Scripta Theologica (1982-1986).
- Director de Investigación de la Facultad de Teología de la Universidad de Navarra y profesor asociado de Ética de la Facultad Eclesiástica de Filosofía (1988-1989).

Compaginó su labor docente con la colaboración pastoral en la parroquia de S. Nicolás (Pamplona) durante el año académico y en varias parroquias de Logroño, durante las vacaciones de verano.
Estuvo al servicio de la Santa Sede, donde fue:
- Oficial en la Congregación para los Obispos (1989-2005).
- Profesor visitante de la Pontificia Universidad de la Santa Cruz (1990-2005).
- Jefe de Oficina de la Congregación para los Obispos (2001-2006).

En Roma, ha sido capellán de las Hermanas de la Sagrada Familia de Spoleto y ha colaborado pastoralmente en la Chiesa di Santa Maria Madre della Provvidenza (1990-2005).
El 20 de abril de 2001, el papa Juan Pablo II lo nombró prelado de honor de Su Santidad.

## Episcopado

### Obispo de Cuenca
El 23 de diciembre de 2005, el papa Benedicto XVI lo nombró obispo de Cuenca.
Fue consagrado el 25 de febrero de 2006, en la catedral de Cuenca, a manos del entonces arzobispo de Toledo, Antonio Cañizares. Sus coconsagrantes fueron el entonces secretario del Colegio Cardenalicio, Francesco Monterisi y su predecesor el entonces obispo de Jaén, Ramón del Hoyo López.
Tomó posesión canónica el mismo día de su ordenación.
En la CEE, es miembro de la Comisión Episcopal para la Doctrina de la Fe y del Consejo Episcopal de Asuntos Jurídicos, desde marzo de 2020. Durante el trienio 2017-2020, fue miembro de la Comisión para la Doctrina de la Fe. Fue miembro de esta Comisión desde 2005 y de la de Seminarios y Universidades, desde 2008.

## Obras
Ha publicado numerosos artículos en las revistas Scripta Teologica y Annales Teologici; en las Actas de Congresos y Simposios de Teología (Pamplona, 1985) y Cittá Nuova Editrice (Roma, 1986-1988).

### Libros
- Pneumatología de San Basilio. La divinidad del Espíritu Santo y su consustancialidad con el Padre y el Hijo (Eunsa, Pamplona; 1983).
- Constitutionis Pastoralis Gaudium et Spes sinopsis histórica: De Ecclesia et vocatione hominis (Pamplona, 1985).
- La intención fundamental. El pensamiento de Dietrich von Hildebrand: contribución al estudio de un concepto moral clave (Barcelona, 1994).